# Latovesi
Latovesi är en sjö i kommunen Ikalis i landskapet Birkaland i Finland. Arean är 34 hektar och strandlinjen är 3,8 kilometer lång.  Den  ingår i Kumo älvs huvudavrinningsområde.  Sjön ligger omkring 47 kilometer nordväst om Tammerfors och omkring 210 kilometer norr om Helsingfors. 
I sjön finns ön Nuottasaari. 